# Gratiola oresbia
Gratiola oresbia är en grobladsväxtart som beskrevs av Robinson. Gratiola oresbia ingår i släktet jordgallor, och familjen grobladsväxter. Inga underarter finns listade i Catalogue of Life.